# Sherman Alexie
Sherman Joseph Alexie, Jr. (7. října 1966, Spokane) je americký scenárista a občasný komik s indiánskými kořeny. Značná část jeho díla čerpá z autorova života amerického Indiána v novém tisíciletí. Nejznámějšími Alexieho tituly jsou například The Lone Ranger and Tonto Fistfight in Heaven, Kouřové signály, a The Absolutely True Diary of a Part-Time Indian. Žije v Seattlu ve státě Washington.

## Osobní život
Alexie se narodil ve Spokane ve státě Washington, a je potomkem Indiánů z kmene Spokane a kmene Coeur d'AleneO kmeni a jeho jazyku. Vyrůstal v indiánské rezervaci Spokane ve Wellpinitu ve státě Washington, asi 75 km severozápadně od města Spokane.
Narodil se s hydrocefalickým edémem na mozku (vodnatelností mozku), a tak musel v pouhých šesti měsících podstoupit několik chirurgických zákroků. Prvotní prognóza jeho zdravotního stavu byla nekompromisní a dokonce i poté, co přežil všechny operace mozku lékaři předpokládali, že bude mentálně retardovaný. Avšak i navzdory častým záchvatům z Alexieho vyrostlo nesmírně bystré dítě, jež se prý ve třech letech naučilo číst a v pěti už přelouskávalo takové klasiky jako například Steinbeckovy Hrozny hněvu.
Alexieho nadání mu ale nepřidalo u vrstevníků ve škole v rezervaci, kde jej spolužáci pokládali za vyvržence a často jej šikanovali. Proto se Alexie rozhodl, že bude docházet na školu v nedalekém městě Reardan, asi 30 km jižně od Wellpinitu. Na této škole se z něj stal premiant jak v učení, tak i ve sportu a jako hvězda školního basketbalového týmu se z něj stal jeden z nejoblíbenějších studentů.
Alexie odmaturoval v roce 1985, následně získal stipendium na Univerzitě Gonzaga ve Spokane a poté po dvou letech přešel na Washingtonskou státní univerzitu (WSU) v Pullmanu. Alexie tvrdí, že zpočátku chtěl být doktorem, ale poté, co během hodin anatomie několikrát omdlel, rozhodl se pro odlišnou kariéru. Získal bakalářský titul z amerických studií a stal se tak jedním z prvních členů kmene s univerzitním titulem. Studia však končil poněkud neobvyklým způsobem: WSU opustil v roce 1990 v představě, že nesplnil požadavky pro získání titulu. V roce 1994 ale vedoucí katedry amerických studií, Susan Armitage, prozkoumala Alexieho výsledky a zjistila, že Alexie požadavky pro získání titulu získal, avšak nesplnil bezvýznamnou administrativní proceduru. Titul mu tak byl udělen později během Alexieho návštěvy na univerzitě, kdy předčítal studentům ze svojí nové knihy.

## Kariéra spisovatele
Od roku 1991 napsal Alexie již 17 knih a získal úspěchy jako spisovatel románů, povídek, poezie a scénářů. Jeho tvorba se vyznačuje drsným popisem života v rezervaci, častými autobiografickými prvky, rozmanitým humorem, přímočarostí politických názorů, zábavnými a poučnými odkazy na dějiny a popkulturu, a také poznámkami k sociální tematice. Alexie také několikrát fušoval do řemesla muzikantům a stand-up komikům. Ještě během univerzitních studií Alexieho v tvorbě vedl jeho profesor poezie, Alexander Kuo. Alexieho kariéra spisovatele pak nabrala na obrátkách: v roce 1991 se stal členem Washington State Arts Commission Poetry Fellowship, a hned v následujícím roce získal členství v National Endowment for the Arts Poetry FellowshipNEA.
Pouhý jeden rok po ukončení studií, a krátce po členství v druhé asociaci, vyšly knižně dvě Alexieho sbírky krátké prózy a básní: The Business of Fancydancing a I Would Steal Horses. V předmluvě k The Business of Fancydancing napsal Alex Kuo toto:
"Celou touto sbírkou prostupuje důraz na pečlivé vyrovnávání se s minulostí, a rovněž ochota odpouštět, tak jako tomu je v nápaditých variacích na formu lyrické básně ve Spokane Tribal Celebration, September, 1987 a v The Business of Fancydancing. Historie, již tyto básně a povídky ztělesňují, sahá daleko za pouhou individualitu člověka. Je to léčebný proces, jenž je součástí kolektivního prostoru a odstupu mezi spisovatelem a čtenářem, a který, doufejme, "vše spraví tak, aby mohli všichni zase létat." Právě zde, v jakési střelbě v pohybu, jež posílá míč do dáli, se nachází dostatek naděje, co zatlačí pryč všechen splín na několik dalších generací."
Úspěch přiměl Alexieho k abstinenci, přičemž nadměrné pití alkoholu byl u Alexieho problém už na vysoké škole. Ve třiadvaceti letech tedy přestal nadobro pít alkohol a od té doby se nedotkl byť jediné sklenky.
V roce 1993 mu u Atlantic Monthly Press vyšla první velká sbírka povídek, The Lone Ranger and Tonto Fistfight in Heaven, za niž získal dvě ocenění: PEN/Hemingway Award for Best First Book of FictionPEN Award a Lila Wallace-Reader's Digest Writers' AwardLila Award. Sbírka byla, po přidání dvou nových povídek, opětovně vydána v březnu 2005 u Grove Atlantic Press.
Atlantic Monthly Press vydal také Alexieho první román, Reservation Blues z roku 1995. Alexie byl za ni v časopise GrantaGranta oceněn jako jeden z nejlepších mladých amerických romanopisců, a následně obdržel další dvě ceny: Before Columbus Foundation's American Book AwardBC Award a Murray Morgan PrizeMM Prize[nedostupný zdroj].
V červnu 1998 se Alexie zúčastnil World Poetry Bout Association (WPBA) a získal titul World Heavyweight Poetry Bout, když porazil světového šampiona Jimmyho Santiaga Baca. Titul následně obhájil ještě třikrát a stal se tak prvním a doposud posledním básníkem, jemuž se podařilo udržet titul po čtyři roky.Alexie na WPBA
Sherman Alexie se také v roce 1998, společně s dalšími sedmi účastníky, ukázal v pořadu americké televizní stanice PBS "Dialog o rasových otázkách s prezidentem Clintonem". Později vystoupil rovněž v pořadech Politically Incorrect a 60 Minutes II. Také napsal scénář pro speciální vydání pořadu NOW, kde popisoval souvislost mezi nespavostí a kreativním procesem v sekci zvané "Celou noc vzhůru."
V dubnu 1999 se na Festivalu komedie Severozápadu v Seattlu poprvé představil jako stand-up komik, a později, v červnu stejného roku, vystoupil jako jeden z performerů na otevíracím galavečeru Mezinárodního festivalu komedie ve Vancouveru.
V únoru 2003 spolupracoval Alexie na projektu Muzea Tolerance s názvem "Poznáváme naše rodiny, poznáváme sami sebe." Výstava poukazovala na rozdílnost mezi osobními příběhy několika významných Američanů a stala se oslavou sdílených zkušeností, tolik typických pro americkou pospolitost. Zároveň výstava dodávala odvahu účastníkům, aby se snažili hledat své příběhy a své hrdiny. Alexie celý projekt představil během zvláštního vydání Oprah Winfrey Show.
Alexie byl také součástí mnoha porot na celonárodních spisovatelských soutěžích, byl přizván nominační komisí festivalu Independent Spirit Awards v letech 2000, 2001, 2005 a 2006, a pracoval rovněž jako kreativní poradce Writers Fellowship Program Institutu Sundance a Independent Feature Films West (dnes už pouze Film Independent) Screenwriters Lab. V roce 2005 byl porotcem v Rae Award.
Při slavnostním otevření Washingtonské univerzity v roce 2003 byl Alexie úvodním řečníkem a v letech 2004 a 2006 na univerzitě vyučoval Americká etnická studia jakožto "umělec s oficiálním zázemím" (z anglického "Artist in residence"). V roce 2003 získal Cenu rektora pro významné absolventy (anglicky Regents' Distinguished Alumnus Award), jež je zároveň nejvyšším možným oceněním univerzity pro absolventy. Alexie je rovněž držitelem dalších čestných titulů z Univerzity v Seattlu (Dr. h. c.) a z Kolumbijské vysoké školy v Chicagu. Také pracoval jako poradce pro PEN Emerging Writers Program.
Alexieho povídky byly začleněny do řady prestižních antologií povídek, jako jsou Nejlepší americké povídky za rok 2004 či Pushcart Prize XXIX, vydavatelství Small Presses. Alexie také v roce 2001 pracoval jako externí redaktor zimního vydání časopisu Ploughshares.
Kniha Flight vyšla Alexiemu v dubnu 2007 a jeho nejnovější publikace, The Absolutely True Diary of a Part-Time Indian vyhrála nominaci na National Book Award v kategorii "literatura pro mládež."

## Osobní info
Sherman Alexie je od roku 1992 ženatý s Diane Tomhave, která má předky z kmenů Hidatsa, Ho-Chunk a Potawatomi. Mají spolu dva syny: starší Joseph se narodil v roce 1997 a mladší syn v roce 2001.

## Poezie
- The Business of Fancydancing (poezie, 1991)
- I Would Steal Horses (poezie, 1992)
- Old Shirts and New Skins (poezie, 1993)
- First Indian on the Moon (poezie, 1993)
- Seven Mourning Songs For the Cedar Flute I Have Yet to Learn to Play (poezie, 1993)
- Water Flowing Home (poezie, 1995)
- The Summer of Black Widows (poezie, 1996)
- The Man Who Loves Salmon (poezie, 1998)
- One Stick Song (poezie, 2000)
- Dangerous Astronomy (poezie, 2005)
- Sčítání lidu (drobný výbor poezie v češtině, Souvislosti 2/2010)

## Próza
- The Lone Ranger and Tonto Fistfight in Heaven (povídky, 1993, česky Kouřové signály 2009)
- Reservation Blues (román, 1995)
- Indian Killer (novel, 1996; samotný Alexie ji nazývá "feel-good románem o mezirasové vraždě")
- The Toughest Indian in the World (povídky, 2000)
- Ten Little Indians (povídky, 2003, česky Deset malých Indiánků 2005)
- Flight (román, 2007)
- The Absolutely True Diary of a Part-Time Indian (román pro mladé, 2007)

## Ocenění
- 1991: Washington State Arts Commission Poetry Fellowship
- 1992: National Endowment for the Arts Poetry Fellowship
- New York Times Book Review Notable book of the Year for The Business of Fancydancing
- Slipstream Chapbook Contest Winner for I Would Steal Horses
- 1993: Lila Wallace-Reader's Digest Writers' Award
- Ernest Hemingway Foundation Award Citation
- PEN/Hemingway Award: Best First Book of Fiction Citation Winner for The Lone Ranger and Tonto Fistfight in Heaven
- Great Lakes College Association: Best First Book of Fiction Award
- 1994: Bram Stroker Award Nomine for Distances
- 1996: Before Columbus Foundation: American Book Award
- Morgan Murray Prize for Reservation Blues
- Granta Magazine: Twenty Best American Novelist Under the Age of 40
- 1998: Tacoma Public Library Annual Literary Award
- New York Times Notable Book for Indian Killer
- People Magazine: Best of Pages
- Winner, 17th Annual World Championship Poetry Bout
- 1999: The New Yorker: 20 Writers for the 21st Century
- 2007: National Book Award prize for Young People's literature for The Absolutely True Diary of a Part-Time Indian

## Filmy
- Kouřové signály (scénář, 1998; adaptováno podle povídky "This is What It Means to Say Phoenix, Arizona" v Lone Ranger and Tonto)
- Společenské tance (scénář a režie, 2002)
- 49? (scénář, 2003)

#### Poslech
- Interview with Tavis Smiley Archivováno 17. 11. 2007 na Wayback Machine. (aired April 27, 2007)
- Interview on WNYC FM Archivováno 27. 9. 2007 na Wayback Machine.

#### Video
- Interview on Charlie Rose, June 26, 1998
- Ukázky z Kouřových signálů